# Дані дроту
Дані дроту — інформація, яка передається через комп'ютерні та телекомунікаційні мережі та являє собою зв'язок між архітектурой "клієнт-сервер". Це результат декодування протоколів даних, що містять двонаправлене навантаження інформації. Точніше, дротові дані - це інформація, яка передається на кожному рівні моделі OSI (окрім першого рівня, адже він використовується для встановлення з'єднань і не передає інформацію).
Дротові дані - це зв'язок між елементами мережи, який є важливим джерелом інформації, що використовується персоналом IT для усунення проблем з продуктивністю. Також за допомогою них створюються базові показники діяльності, виявляються аномальні активності, розслідуються випадки безпеки та виявляються ІТ-активи та їх залежності.
Згідно з науковою роботою американської дослідницької компанії Gartner, дані з дроту будуть відігравати більш важливу роль, ніж машинні дані для аналітики в майбутньому: "Хоча данні логів, безумовно, будуть важливими компонентами у моніторингу та аналітиці, дротові дані - це абсолютно новий та радикальний формат. Вони стануть найважливішим джерелом даних для управління ефективністю роботи протягом наступних п’яти років"
Потоки даних у режимі реального часу також є важливим джерелом для ділових та розвідувальних операцій. У цьому випадку дротові дані використовуються для передачі інформації у реальному часі про обсяг, успішність та відмову транзакцій; відстеження рівня прийому пацієнтів у лікарнях; звітування інформації про літаки перед зльотом.

## Різниця між дротовими даними та даними самозвіту системи
Дані дроту відрізняються від машинно сформованих даних (інформація, що передається системою самостійно у формі журналів) тим, що вони визначаються дротовими та транспортними протоколами, а не залежать від конфігурації пристроїв. Існує небагато схожего між дротовими та машинно генерованими даними, але також є суттєві відмінності. Наприклад, журнали вебсервера зазвичай записують відповіді коду стану HTTP 200, вказуючи на те, що вебсторінка була успішно подана клієнту. Однак вебсервери не реєструють навантаження транзакції, і тому не зможуть показати, які з кодів HTTP 200 були викликані для сторінок із типом "служба недоступна". Ця інформація міститься в дротових даних і не реєструється сервером.

## Приклади інформації, отриманої з дротових даних
- Структуровані транзакційні дані, передані через HTTP, включаючи інформацію, кодовану за допомогою SOAP / XML
- Деталі транзакцій SQL, такі як помилки, використовувані методи та виконані збережені процедури
- Унікальні ідентифікатори клієнтів, слухавки та деталі контролю кредиту, визначені AVP та командами, що містяться в транзакціях діаметра
- Показники транзакцій міжрівневої (веббази, бази даних, сховища тощо), що аналізуються за унікальними ідентифікаторами сеансів або іншим GUID
- Співвідношення часу передачі даних мережі та часу обробки сервера
- Механізми TCP, такі як затримки Nagle та регулювання
- Метадані HTTP, включаючи агент користувача, ідентифікатор сеансу, код стану та IP-адресу
- Вміст сторінки HTTP, включаючи заголовок сторінки, ідентифікатор користувача та значення транзакцій